# Севериновка (Ямпольский район)
Севери́новка (укр. Северинівка) — село на Украине, находится в Ямпольском районе Винницкой области.
Код КОАТУУ — 0525684601. Население по переписи 2001 года составляет 784 человека. Почтовый индекс — 24540. Телефонный код — 4352.
Занимает площадь 1,97 км².

## Адрес местного совета
24540, Винницкая область, Ямпольский р-н, с. Севериновка, ул. Ленина, 7